# Laxtjärnen (Malungs socken, Dalarna, 668693-139599)
Laxtjärnen är en sjö i Malung-Sälens kommun i Dalarna och ingår i Göta älvs huvudavrinningsområde.